# Franz Kneisel
Franz Kneisel (* 26. Januar 1865 in Bukarest; † 26. März 1926 in New York City) war ein US-amerikanischer Bratschist und Musikpädagoge deutsch-rumänischer Herkunft.

## Leben und Wirken
Der im damaligen Fürstentum Rumänien als Sohn deutscher Eltern geborene Kneisel studierte am Wiener Konservatorium bei Jakob Grün und Joseph Hellmesberger. Er debütierte 1882 mit einer Aufführung von Joseph Joachims Ungarischem Konzert; 1883 wurde er Konzertmeister am Hoftheater. In Berlin übernahm er in 1884 die Leitung des Bilse-Orchesters. 1885 holte ihn Wilhelm Gericke als Konzertmeister zum Boston Symphony Orchestra, das er bei Abwesenheit von Artur Nikisch auch dirigierte.
Noch im gleichen Jahr gründete er das Kneisel Quartet, dem Julius Theodorowicz als Zweiter Geiger, Louis Svećenski als Bratschist und Alwin Schroeder als Cellist angehörten. Nach dem Ausscheiden Theodorowiczs und Schroeders 1907 engagierte er auf einer Europareise Julius Roentgen und Willem Willeke – der später sein Schwiegersohn wurde – als deren Nachfolger. Das Quartett bestand bis 1917. Durch sein Quartett fanden viele Erstaufführungen von Werken neuerer europäischer sowie amerikanischer Komponisten statt. Es war eines der führenden Kammermusikensemble der USA und trug dort wesentlich zur Etablierung der Kammermusik bei.
1904 verließ Kneisel das Boston Symphony Orchestra; er übernahm 1905 die Leitung der Violinklassen  am New Yorker Institute of Musical Art (später Juilliard School). Die Yale University und die Princeton University, wo er ebenfalls unterrichtete, verliehen ihm Ehrendoktortitel. Zu seinen Schülern zählten u. a. Joseph Fuchs, Sascha Jacobsen, Elias Breeskin, Jacques Gordon, Helen Jeffrey, Amy Neil, William Kroll, Cyril Towgin und Karl Kraeuter. Sein Sommerwohnsitz in Blue Hill wurde später von seiner Tochter Marianne Kneisel und ihrem Mann zur Kneisel Hall ausgebaut, die als Musikschule und Festivalort dient.
Franz Kneisel war ab 29. September 1888 mit der Geigerin Marianne Thoma verheiratet, ihre gemeinsame Tochter Marianne Kneisel (1897–1972) wurde ebenfalls eine berühmte Violinvirtuosin.